# Aleiodes cartwrightensis
Aleiodes cartwrightensis är en stekelart som beskrevs av Fortier 2007. Aleiodes cartwrightensis ingår i släktet Aleiodes och familjen bracksteklar. Inga underarter finns listade i Catalogue of Life.